# 野村信託銀行
野村信託銀行株式会社（のむらしんたくぎんこう）は、野村ホールディングス傘下の信託銀行。東京都千代田区大手町に本社を置く。

## 概要
1993年8月に、野村證券株式会社（現・野村ホールディングス株式会社）の信託子会社として設立。同年10月より営業開始。2006年9月に、同證券を銀行代理店として個人向けインターネットバンキングである「野村ホームバンキング」のサービスを開始した。 
2009年10月に、日興シティ信託銀行を完全子会社化。信託専業銀行の大手一角に加わり、翌年7月20日、NCT信託銀行（旧日興シティ信託銀行）を吸収合併した。
2014年4月1日には、眞保智絵が社長に就任した。これは信託を含む日本の銀行では初めての女性のトップとなった。

## 野村ホームバンキング
長らく法人向けホールセール中心だった野村信託銀行が、2006年より開始した本格的個人向けサービスである。ただし、本サービスを受けられるのは、野村證券で証券総合口座を開設してあり、野村ホームトレードを利用できる環境にある個人だけに限られている。

### 特徴
本銀行預金口座と野村證券証券総合口座との口座間資金移動は、手数料なしで野村ホームバンキング上で行える。そのために、効率的な資金運用が可能となっている。

### 他行宛振込手数料無料制限について
いずれも決済システムの安定化のための措置である。ただし、制限回数を超えた場合は、振込手数料が220円かかる。
- 下記以外の他行宛は、2008年8月より30回に制限された。
- 楽天銀行宛については、振込件数に応じたキャッシュバック目当ての悪用を避ける為、当初無制限だったのが2007年6月より10回に制限。更に同年12月より3回に制限された。また2008年8月より2回に制限された。その後、前述のキャッシュバックが終了したことにより、2013年3月に月30回に緩和された。しかし同年6月、振込件数に応じた別の特典が追加されたことで、再び2回に制限された。

|            | 〜2007年6月 | 2007年6月〜 | 2007年12月〜 | 2008年8月〜 | 2013年3月〜 | 2013年6月〜 |
| ---------- | ----------- | ----------- | ------------ | ----------- | ----------- | ----------- |
| 下記以外   | 無制限      | 無制限      | 無制限       | 月30回まで  | 月30回まで  | 月30回まで  |
| 楽天銀行宛 | 無制限      | 月10回まで  | 月3回まで    | 月2回まで   | 月30回まで  | 月2回まで   |